# Самоуправляемая церковь
Самоуправля́емая це́рковь — понятие, введённое в нормативные документы Русской православной церкви (РПЦ) в 1990-е годы; обозначает её крупную территориально-каноническую единицу с особым статусом, но не являющуюся автономной церковью.

## Список самоуправляемых Церквей Московского патриархата
По Уставу РПЦ 2000 года, с учётом поправок, принятых Архиерейским собором 27 июня 2008 года, самоуправляемыми в составе Московского патриархата являются:

### «Самоуправляемая Церковь с правами широкой автономии»
- Украинская православная церковь[3]

### «Самоуправляемая Церковь с расширенными правами»
- Русская православная церковь заграницей (РПЦЗ)[4] — РПЦЗ имеет статус самоуправляемой с 17 мая 2007 года, когда был подписан Акт о каноническом общении РПЦЗ и РПЦ, который гласил: «Русская Православная Церковь Заграницей <…> пребывает неотъемлемой самоуправляемой частью Поместной Русской Православной Церкви» (п. 1 Акта)[5]. «Нормы настоящего Устава применяются в ней с учетом Акта о каноническом общении от 17 мая 2007 года, а также Положения о Русской Православной Церкви Заграницей с изменениями и дополнениями, внесенными Архиерейским Собором Русской Зарубежной Церкви 13 мая 2008 года»[6].

### «Самоуправляемая Церковь»
- Эстонская православная церковь
- Православная церковь Молдовы
- Латвийская православная церковь